# 石波義人
石波 義人（いしなみ よしと、1949年2月20日 - ）は、日本の男性声優、俳優。劇団四季所属。栃木県出身。

## 略歴
早稲田大学第一文学部卒業。大学4年時に福田恆存の影響を受け劇団雲の研究生となり、1974年に入団。その後、同劇団分裂後は劇団昴へ長年所属。
舞台出演の傍ら、アニメや吹き替えなどで声優としても活動。また、各地で演劇訓練メソッドによるワークショップも開催していた。
2007年、オーディションを経て劇団四季の公演へ客演を始め、その後2010年に正式に移籍。以降は同劇団の主力俳優として活動している。

## 出演

### 吹き替え

#### 映画
1987年
- 海底20000マイル（ポスト誌記者〈ジャック・ガーガン〉）※バンダイ版
- 宝島（イズラエル・ハンズ〈ジェフリー・キーン〉）※ビデオ版
- 難破船（トム・エアトン〈ジョージ・サンダース〉）

1993年
- スイスファミリーロビンソン（海賊クアラ〈早川雪洲〉）※ソフト版

1995年
- 今そこにある危機（リッター〈ヘンリー・ツェニー〉）
- キンダガートン・コップ ※テレビ朝日版
- 死の標的（ロッゼリ捜査官〈ケヴィン・ダン〉）※テレビ朝日版
- 沈黙の戦艦（グレンジャー〈トロイ・エヴァンズ〉）※テレビ朝日版
- ノーバディーズ・フール
- バッド・ガールズ ※VHS版
- フォー・ウェディング
- マングラー

1996年
- アメリカン・プレジデント
- イレイザー（モアハート〈ジェリー・ベッカー〉）
- セブン（マーティン・タルボット検事〈リチャード・ラウンドトゥリー〉）
- D.N.A.V ※ソフト版
- トレインスポッティング
- フェア・ゲーム
- フォレスト・ガンプ/一期一会（校長、ベンチの太った男）
- ブレイブハート（アーガイル・ウォレス〈ブライアン・コックス〉）
- 暴走特急（ガーザ大佐〈デイル・ダイ〉）
- マネー・トレイン（フランク）※ソフト版
- ラスト・ボーイスカウト（マッコスキー刑事〈クラレンス・フェルダー〉）※日本テレビ版

1997年
- カンザス・シティ（ヘンリー・スティルトン〈マイケル・マーフィー〉）
- グリマーマン（ハリス警部補〈ライアン・カトロナ〉）
- ザ・クラフト
- ストリートファイター（バノーカ）※テレビ朝日版
- 超常殺人者2（神秘の館の主）
- 沈黙の要塞（オットー〈スヴェン＝オーレ・トールセン〉、ジョン・ストークス〈デヴィッド・ジョン・セルヴァンテス〉）※テレビ朝日版
- めぐり逢えたら（案内所の男性〈シドニー・アーマス〉）※フジテレビ版

1998年
- アウトブレイク※日本テレビ版
- アサインメント ※ソフト版
- アビス（ニュースキャスター〈ジョー・ファーゴ〉）※ソフト版
- キングピン/ストライクへの道（クリス・バーマン）※VHS版
- 拳精（ウェイクン副館長）※ブロードウェイ版VHS・DVD
- ザ・ターゲット（ペイジ下院議員〈ゴア・ヴィダル〉）
- ザ・ロック（ピーターソン将軍〈ジョン・ラフリン〉）※ソフト版
- 蛇鶴八拳（リン長老）※ブロードウェイ版VHS・DVD
- ジャッカルの日（連絡係）※テレビ東京版（思い出の復刻版ブルーレイに収録）
- スクリーム（バーク保安官〈ジョセフ・ウィップ〉）
- 世界中がアイ・ラヴ・ユー（医師）
- ダブルチーム（ブラザー・ロメロ〈テッド・ラソフ〉）
- バスキア
- マキシマム・リスク
- ラリー・フリント

1999年
- アポロ13（ジュール・バーグマン）※ソフト版
- 交渉人（ネイサン・ローニック〈ポール・ギルフォイル〉、FBIエージェント・モラン〈ブルース・ライト〉）
- ゴーストバスターズ（ラリー・キング）※ソフト版
- フィフス・エレメント※日本テレビ版
- ブギーナイツ（ジェームズ大佐〈ロバート・リッジリー〉）
- ラストサマー2（ポールセン〈レッド・ウェスト〉）
- RONIN（新聞を持った男〈ロン・パーキンス〉）

2000年
- 悪夢の破片
- 狂っちゃいないぜ（エンゾ・ソレント〈ジーン・ディノヴィ〉）
- コップランド※日本テレビ版
- ザ・ロック（アル・クレイマー大将〈スチュアート・ウィルソン〉）※テレビ朝日版
- ビバリーヒルズ・コップ3（ニュースキャスター）※フジテレビ版
- ロック、ストック&トゥー・スモーキング・バレルズ（ナレーター）
- ロミオとジュリエット（モンタギュー〈アントニオ・ピエルフェデリチ〉）※テレビ東京版
- ワイルド・ワイルド・ウエスト（サディアス・モートン教授〈マイケル・シムズ〉）

2001年
- ウェディング・プランナー（フランの父〈チャールズ・キンブロー〉）
- 13デイズ（ディーン・ラスク〈ヘンリー・ストロジャー〉）
- シックス・デイ（下院議長〈ケン・ポーグ〉）
- 小説家を見つけたら（マシューズ教授〈リチャード・イーストン〉）
- 処刑人（署長〈リチャード・フィッツパトリック〉）
- バック・トゥ・ザ・フューチャー PART3（運転士〈ビル・マッキニー〉）※日本テレビ版（思い出の復刻版DVD収録）
- ラッシュアワー2（チン警視〈ケネス・ツァン〉）

2002年
- アザーズ（アシスタント〈ゴードン・リード〉）
- エネミー・ライン（ペトロビッチ将軍〈ウラジミール・オクタベック 〉）
- クールボーダー
- ネバー・セイ・ダイ
- ビューティフル・マインド

2003年
- オーロラの彼方へ※日本テレビ版
- クイーン・オブ・ザ・ヴァンパイア
- スキャンダル
- スパイ・ゲーム※フジテレビ版
- トゥー・ウィークス・ノーティス（ラリー・ケルソン〈ロバート・クライン〉）
- ハンテッド（テッド・チェノウィズ〈ジョン・フィン〉）

2004年
- 恋は邪魔者
- 翼をください※ソフト版
- ボブ・クレイン 快楽を知ったTVスター（エドワード・H・フェルドマン〈ブルース・ソロモン〉、ストリップクラブMC〈ジョー・グリファシ〉）
- ミスティック・リバー
- ワイルドシングス2

2005年
- モナリザ・スマイル（エドワード・ストーントン〈テレンス・リグビー〉）※テレビ版
- ライフ・イズ・コメディ! ピーター・セラーズの愛し方

2006年
- ファンタスティック・フォー ［超能力ユニット］（ネッド・セシル〈マイケル・コプサ〉）
- プラダを着た悪魔
- ポセイドン（リチャード・ネルソン〈リチャード・ドレイファス〉）

2007年
- オーシャンズ13（極秘調査員〈デヴィッド・ヘイマー〉）
- オール・ザ・キングスメン
- 不都合な真実（アル・ゴア）
- ユア・マイ・サンシャイン

2009年
- レジェンド・オブ・ウォーリアー 反逆の勇者

#### ドラマ
1995年
- Xファイル

2000年
- 黒武者

2001年
- ネバーエンディング・ストーリー 遥かなる冒険（マイケル・バックス〈ノエル・バートン〉）

2006年
- ライン・オブ・ビューティ 愛と欲望の境界線（ジェラルド・フェデン〈ティム・マキナニー〉）

#### アニメ
1998年
- タンタンの冒険

1999年
- バグズ・ライフ（コーネリアス〈デヴィッド・オスマン〉）

2000年
- バットマン（マシュー・ソーン、ハミルトン・ヒル〈2代目〉）

2006年
- リセス 〜ぼくらの夏休みを守れ!〜
- リセス 〜ぼくらの休み時間〜

### テレビアニメ
1997年
- EAT-MAN（ドクター）
- 手塚治虫の旧約聖書物語（シャガテ）
- 名探偵コナン（1997年 - 2000年、石川社長、大杉）

1999年
- アークザラッド（ザルバド・グルニカ・トンガスタ）
- GTO（太田透）
- ∀ガンダム（イル）

2001年
- i-wish you were here-（幹部3）
- 犬夜叉（2001年 - 2002年、人見城主、家臣）
- 幻想魔伝 最遊記（老人）
- ヒカルの碁（天野、マスター 他）
- フルメタル・パニック!（ジェンキンス准将）

2003年
- キノの旅 -the Beautiful World-（軍人）
- スクラップド・プリンセス（バルテリク・ラインヴァン）
- DEAR BOYS（桑野先生）
- LAST EXILE（ヘンリー・ノウルズ侯爵）

2006年
- NARUTO -ナルト-（三代目・星影）

2007年
- 鉄子の旅（駅員）

### 劇場アニメ
1998年
- スプリガン（将軍）

2002年
- 夢かける高原 清里の父 ポール・ラッシュ（マキム主教）

### OVA
1998年
- 銀河英雄伝説外伝 白銀の谷 / 決闘者（1998年 - 2000年、グレーザー医師） - 2作品

2003年
- サクラ大戦 エコール・ド・巴里（ルネ・レノ神父）

### ゲーム
1997年
- リフレインラブ（山崎平吉、緒方啓）

2000年
- スパイロ×スパークス トンでもツアーズ（パジェル、市長、開拓ロボット 他）

2001年
- サクラ大戦3 〜巴里は燃えているか〜（ルネ・レノ神父）

2002年
- ヒカルの碁 院生頂上決戦（天野）

2004年
- サクラ大戦物語 〜ミステリアス巴里〜（ルネ・レノ、ヴァレリー・スタンダー）

### ドラマCD
2002年
- 月陽炎（黒沢警部）

### テレビドラマ
- Gメン'75　第311話「裸の女の死体を運ぶ刑事」（1981年、TBS）−白バイ隊員Ａ
- 教師びんびん物語II 第3話「先生、僕を信じて」（1989年4月17日、フジテレビ）
- 松本清張特別企画・聞かなかった場所（1997年、TBS）
- 土曜ワイド劇場（テレビ朝日）
  - 「森村誠一の終着駅 誇りある被害者 新宿 - 白馬 L特急あずさが結ぶ複合殺人!!」（1996年1月27日）- タクシードライバー・川岸一義
  - 「捜査回避 再婚したい女が殺された! 殺人容疑は相手の私…」（2002年3月23日）

### 舞台
- クリスマスキャロル
- セールスマンの死
- テムペスト
- 十二夜
- フラワー
- 空騒ぎ

劇団四季での舞台　（年はデビュー年）
- この生命誰のもの（2007年）- 三村判事
- ハムレット（2007年）- 亡霊
- 人間になりたがった猫（2008年）- ステファヌス
- アンデルセン（2009年）- オットー
- クレイジー・フォー・ユー（2010年）- エベレット・ベーカー
- 美女と野獣（2010年）- モリース
- 間奏曲（2012年）- 町長
- ウェストサイド物語（2012年）- ドック
- 鹿鳴館（2013年）- 宮村陸軍大将
- 思い出を売る男（2014年）- アンサンブル〔酔漢・警官〕
- アラジン（2015年）サルタン